# Книга Пам'яті України. Історико-меморіальний серіал
«Книга Пам'яті України» — наукове історико-меморіальне видання, присвячене з'ясуванню масштабів демографічних втрат України в Другій світовій війні та увічненню пам'яті воїнів Червоної армії, вихідців з України, що були призвані до лав Червоної армії на території України та: загинули на фронтах Другої світової війни зі зброєю в руках у складі підрозділів Червоної армії; пропали безвісти на фронтах Другої світової війни; померли від ран, отриманих у бою; померли в концентраційних таборах для військовополонених; були необґрунтовано репресовані та розстріляні органами СМЕРШ або загинули в радянських ВТТ і реабілітовані; загинули в радянських фільтраційних таборах.
У «Книзі Пам'яті України» також увічнені імена партизанів, підпільників, що загинули в роки Другої світової війни.
Центральний офіс Пошуково-видавничого агентства «Книга Пам'яті України» розташований у Києві, у кожній області були створені регіональні представництва.

## Джерельна база та методологія роботи над «Книгою Пам'яті України»
Джерельною базою підготовки «Книги Пам'яті України» є масив наступних архівних документів:
- документи районних та обласних військкоматів (книги призову до лав Червоної армії, архіви повідомлень про загибель, листування про пошук відомостей стосовно воїнів, які пропали безвісти);

- документи Центрального архіву Міністерства оборони СРСР (РФ), Подольськ, Московської області
 (напрацювання започатковані серією: Герои Советского Союза. Краткий биографический словарь. / Главное управление кадров, Институт военной истории и Центральный архив Министерства обороны СССР. — Москва: Воениздат, 1987—1988 (в 2-х томах));

- документи обласних і республіканських державних архівів;

- документи районних та обласних РАЦСів (Реєстрація Актів Цивільного Стану) з метою встановлення точних дат народження та інших біографічних відомостей;

- документи музеїв всіх рівнів;

- документи із особистих архівів громадян.

Робота над підготовкою списків полеглих по кожному населенному пункту України включала в себе кілька складових:
1) дослідницьку роботу фахівців із архівними документами — опрацювання архівних фондів, аналіз, статистична обробка, складання картотеки;
2) налагодження наукових контактів та обмін інформацією із зацікавленими особами та організаціями в країнах, де є місця захоронень воїнів або базувалися концентраційні табори для військовополонених, фільтраційні табори, ВТТ;
3) дослідницьку роботу пошукових загонів, метою яких є пошук, упорядкування могил та встановлення імен загиблих;
4) збір інформації та роботу із громадянами.
Під час роботи по збору матеріалів до «Книги Пам'яті України» були проведені подвірні обходи, численні зустрічі із ветеранами війни, сім'ями загиблих у кожному населеному пункті.

## Картка полеглого в Другій світовій війні
Картка із відомостями про окрему персоналію містить наступні дані:
1. прізвище, ім'я, по-батькові;
2. рік народження;
3. місце народження;
4. військове звання, посада та номер військової частини;
5. час загибелі (або зникнення безвісти) та причина (смерть від ран, у полоні, розстріл, смерть у фільтраційному таборі, смерть у ВТТ);

## Нормативно-правова база створення «Книги Пам'яті України»
Рішення про створення «Книги Пам'яті України» було прийнято 04.05.1992. У цьому документі зазначалося:
1. Покласти на Українську редакційну колегію Книги Пам'яті України організацію, підготовку і координацію науково-пошукової та видавничої діяльності по створенню «Книги Пам'яті України».
2. Українській редакційній колегії Книги Пам'яті України за участю відповідних наукових установ Академії наук України уточнити концепцію «Книги Пам'яті України» відповідно до змін, що сталися в суспільно-політичному житті України, та нових архівних документів.
3. Кабінету Міністрів України: передбачити у своїй структурі підрозділ з питань організації видання «Книги Пам'яті України», увічнення пам'яті загиблих захисників Батьківщини та борців за свободу і незалежність України; утворити координаційну раду для об'єднання зусиль і спрямування діяльності громадських організацій щодо ведення пошукових робіт по встановленню імен загиблих, догляду військових кладовищ і пам'ятників, підготовки матеріалів до «Книги Пам'яті України», здійснення організаційних заходів по збиранню матеріалів про військові поховання на території зарубіжних країн; включити до державного замовлення видання «Книги Пам'яті України».

У Постанові Кабінету Міністрів України від 3 квітня 1996 р. N 405 "Про продовження випуску «Книги Пам'яті України» на Головну редакційну колегію «Книги Пам'яті України» були покладені наступні обов'язки:
- здійснювати весь обсяг пошукової, наукової та організаційно-видавничої роботи з випуску «Книги Пам'яті України»;

- завершити випуск підсумкової «Книги Пам'яті України» з узагальненими відомостями про вклад українського народу в перемогу над фашизмом у Другій світовій війні, про подвиг громадян України в боротьбі за свободу і незалежність;

- видати поіменну зведену Книгу Пам'яті України про громадян, загиблих у воєнних конфліктах, в яких брав участь колишній СРСР;

- організувати на базі зібраної картотеки довідково-інформаційну службу банку даних «Книги Пам'яті України»;

- здійснити підготовку і випуск видань з метою залучення коштів до благодійного фонду «Книги Пам'яті України»;

- за участю Міністерства закордонних справ та інших заінтересованих організацій налагодити ділові контакти з відповідними зарубіжними державними та громадськими організаціями з метою отримання документальної інформації про громадян України, які загинули під час бойових дій та в полоні за кордоном[2] .

В Указі Президента України Кучми "Про історико-меморіальний серіал «Книга Пам'яті України» від 13.08.2002 № 713/2002 було поставлене завдання "організації випуску другого доповненого видання підсумкового тому Книги Пам'яті України «Безсмертя», чотиритомної поіменної зведеної «Книги Пам'яті України» про громадян України, які загинули у воєнних конфліктах за кордоном, а також організувати у Меморіальному комплексі «Національний музей історії  Другої світової війни» постійну виставку видань історико-меморіального серіалу «Книга Пам'яті України».
Розпорядженням Кабінету Міністрів України від 3 серпня 2006 р. № 458-р "Про продовження роботи над пошуково-видавничим проектом «Книга Пам'яті України» був затверджений новий склад Головної редакційної колегії «Книги Пам'яті України». та прийнята пропозиція групи вчених та громадських діячів щодо створення у складі єдиного пошуково-видавничого проекту «Книга Пам'яті України» серії «Книга Пам'яті України. Звитяжці» для «вшанування всіх громадян України, що боролися за її свободу і незалежність, популяризації серед світової спільноти вагомого внеску Українського народу в перемогу у Другій світовій війні». У виданнях серії планувалось помістити персональні дані про громадян України, які воювали на фронтах і проходили військову службу протягом 1939—1945 років, брали участь у національно-визвольній боротьбі Українського народу протягом 1939—1956 років, відбудовували міста і села.
Видання серії «Книга Пам'яті України. Звитяжці» передбачалось здійснити протягом 2006—2010 років в обсязі 160 томів та здійснити випуск уточненого та доповненого з урахуванням досягнень сучасної української історичної науки другого видання підсумкового тому Книги Пам'яті України «Безсмертя» з узагальненими відомостями про внесок Українського народу в перемогу у Другій світовій війні та його втрати.

## Узагальнення відомостей про демографічні втрати України в Другій світовій війні
2000 р. вийшов завершальний том історико-меморіального серіалу «Книга Пам'яті України» «Безсмертя». До складу Головної редакційної колегії входили: голова Іван Герасимов, заступники голови І. Т. Муковський, П. П. Панченко, відповідальний секретар Р. Г. Вишневський.
У завершальному томі вперше опубліковано узагальнені аналітичні відомості про демографічні втрати України в Другій світовій війні та вагомий внесок Українського народу в перемогу у війні.

## Перелік виданих томів Книги Пам'яті України
Окремі томи Книги Пам'яті України вийшли в кожній області. Усього видано 257 томів «Книги Пам'яті України» у 261-й книзі. Кількість книг історико-меморіального серіалу «Книга Пам'яті України», зібраних у Національному музеї історії України у Другій світовій війні (за регіонами)
| № п/п | Регіони України           | Кількість книг   |
| ----- | ------------------------- | ---------------- |
| 1     | АР Крим                   | 8                |
| 2     | Вінницька область         | 9                |
| 3     | Волинська область         | 3                |
| 4     | Дніпропетровська область  | 12 (у 14 книгах) |
| 5     | Донецька область          | 24               |
| 6     | Житомирська область       | 12               |
| 7     | Закарпатська область      | 2                |
| 8     | Запорізька область        | 21 (у 23 книгах) |
| 9     | Івано-Франківська область | 3                |
| 10    | Київська область          | 8                |
| 11    | Кіровоградська область    | 7                |
| 12    | Луганська область         | 18               |
| 13    | Львівська область         | 4                |
| 14    | Миколаївська область      | 13               |
| 15    | Одеська область           | 10               |
| 16    | Полтавська область        | 12               |
| 17    | Рівненська область        | 4                |
| 18    | Сумська область           | 14               |
| 19    | Тернопільська область     | 3                |
| 20    | Харківська область        | 20               |
| 21    | Херсонська область        | 11               |
| 22    | Хмельницька область       | 10               |
| 23    | Черкаська область         | 8                |
| 24    | Чернівецька область       | 3                |
| 25    | Чернігівська область      | 9                |
| 26    | м. Київ                   | 3                |
| 27    | м. Севастополь            | 6                |

### АР Крим
- Книга Памяти Республики Крым [Текст]. — Симферополь: Таврида. Т. 1 : г. Симферополь. Симферопольский район. — 1994. — 606 с.
- Книга Памяти Республики Крым [Текст] / редкол. Красикова Т. А. и др. — Симферополь: Таврида. — ISBN 5-7707-6215-2. Т. 2 : Город-герой Керчь, Ленинский район, г. Феодосия / ред. Т. А. Красикова. — 1995. — 864 с. — ISBN 5-7707-6217-9
- Книга Памяти Республики Крым [Текст] / редкол.: Иванченко И. В. и др. — Симферополь: Таврида. Т. 3 : Город Алушта, Бахчисарайский район, Белогорский район, Кировский район, Судакский район, г. Ялта / ред. И. В. Иванченко. — 1995. — 703 с. — ISBN 5-7707-2935-X
- Книга Памяти Республики Крым [Текст] / редкол. Иванченко И. В и др. — Симферополь: Таврида. — ISBN 5-7707-6215-2. Т. 4 : Джанкойский район, Красноперекопский район, Нижнегорский район, Первомайский район, Советский район / ред. И. В. Иванченко. — 1995. — 639 с. -ISBN 5-7707-5010-3
- Книга Памяти Республики Крым [Текст] / редкол. : Иванченко И. В. и др. — Симферополь: Таврида. Т. 5 : Город Евпатория, Красногвардейский район, Сакский район, Раздольненский район, Черноморский район / ред. И. В. Иванченко. — 1995. — 573 с. — ISBN 5-7707-5020-0
- Книга Памяти Республики Крым [Текст] / редкол.: Иванченко И. В. и др. — Симферополь: Таврида. — ISBN 5-7707-6215-2. Т. 6 : Партизаны и подпольщики / ред. И. В. Иванченко. — 1995. — 272 с. — ISBN 5-7707-2936-8
- Книга Памяти Республики Крым [Текст] / редкол.: И. В. Иванченко и др. — Симферополь: Таврида. Т. 7 (дополнительный): Имена военнослужащих, погибших, умерших от ран и пропавших без вести в годы Великой Отечественной войны, не занесенные в первые 6 томов, по всем городам и районам Крыма, кроме г. Севастополя. — 1996. — 192 с. : ил. — ISBN 5-7707-6217-8
- Книга памяти Автономной Республики Крым [Текст]. — Симферополь: Таврида. Т. 8 : Обобщающий. — 1998. — 365 с. — ISBN 966-584-054-1
- Книга Памяти города-героя Керчи и Керченского полуострова [Текст]: в 3 т. — Симферополь: Таврида. — ISBN 966-584-111-2. Т.1. — 1999. — 799 с. — ISBN 966-584-111-4

### Вінницька область
- Книга пам'яті України. Вінницька область [Текст] / ред. І. О. Герасимов. — К. : УЕ ім. М. П. Бажана, 1994 . 2 : Вінницький район;Гайсинський район;М.Жмеринка;Жмеринський район;Іллінецький район / сост. В. Конверський. — [Б. м.]: [б.в.], 1994. — 1083 с.
- Книга пам'яті України. Вінницька область [Текст] / ред. І. О. Герасимов. — К. : УЕ ім. М. П. Бажана, 1994 . Т. 8 / упоряд. Я. А. Бранько [та ін.] ; ред. А. Д. Ткаченко. — [Б. м.]: [б.в.], 1995. — 161 с.
- Книга пам'яті України. Вінницька область [Текст] / ред. І. О. Герасимов. — К. : УЕ ім. М. П. Бажана, 1994 . Т. 9 : Вінницька область / ред. М. М. Ільчук [та ін.]. — Вінниця: Обл. ред.колегія Кн. Пам'яті України, 1997. — 53 с.
- Переможці. Вінницька область [Текст]: учасники бойових дій Другої світової і Великої вітчизняної воєн, які померли в повоєнний період, та ті, що проживають на території області. — Вінниця: ДП «Державна картографічна фабрика», 2007 . — (Книга пам'яті України. Переможці). Т. 1 : м. Вінниця. Вінницький район. Барський район / упоряд. В. Є. Харчук [та ін.]. — [Б. м.]: [б.в.], 2007. — 512 с.

### Волинська область
- Книга Пам'яті України. Волинська область [Текст] / ред. І. О. Герасимов. — Л. : Каменяр, 1995 . — ISBN 5-7745-0628-2. Т. 1 : м. Луцьк, Володимир-Волинський район, Горохівський район, Іваничівський район, Камінь-Каширський район, Ківерцівський район. — 1995. — 567 с.
- Книга Пам'яті України. Волинська область [Текст] / ред. І. О. Герасимов. — Л. : Каменяр, 1995 . — ISBN 5-7745-0628-2. Т. 2 : <Ковельський >район, Локачинський район, Луцький район, Любешівський район, Любомльський район, Маневицький район. — 1995. — 647 с.
- Книга Пам'яті України. Волинська область [Текст] / ред. І. О. Герасимов. — Л. : Каменяр, 1995 . — ISBN 5-7745-0628-2. Т. 3 : <Ратнівський >район, Рожищенський район, Старовижівський район, Турійський район, Шацький район. — 1995. — 487 с.

### Дніпропетровська область
- Книга пам'яті України. Дніпропетровська область [Текст] / ред. І. О. Герасимов. — Дніпропетровськ: Січ, 1993 . Т. 3, кн. 1 : Місто Дніпропетровськ (А-Ф): в 2.кн. — [Б. м.]: [б.в.], 1994. — 631 c.
- Книга пам'яті України. Дніпропетровська область [Текст] / ред. І. О. Герасимов. — Дніпропетровськ: Січ, 1993 . Т. 4 : Новомосковськ. Новомосковський район. — [Б. м.]: [б.в.], 1994. — 521 c.
- Книга пам'яті України. Дніпропетровська область [Текст] / ред. І. О. Герасимов. — Дніпропетровськ: Січ, 1993 . Т. 7 : Софіївський район. Царичанський район. Широківський район. — [Б. м.]: [б.в.], 1995. — 528 с.
- Книга пам'яті України. Дніпропетровська область [Текст] / ред. І. О. Герасимов. — Дніпропетровськ: Січ, 1993 . Т. 12, кн. 1 : Персоналії, які не увійшли до попередніх 11 томів. — [Б. м.]: [б.в.], 1996. — 687 с.
- Книга пам'яті України. Дніпропетровська область [Текст] / ред. І. О. Герасимов. — Дніпропетровськ: Січ, 1993 . Т. 12, кн. 2 : Персоналії, які не увійшли до попередніх 11 томів: В 2 кн. / ред. О. С. Федосєєв [та ін.]. — [Б. м.]: [б.в.], 1997. — 579 с.

### Донецька область
- Книга Памяти Украины. Донецкая область [Текст] / ред. кол. И. А. Герасимов [и др.]. — Донецк: Донбас, 1994 . Т. 1 : Город Константиновка, Константиновский район. — [Б. м.]: [б.в.], 1994. — 495 c.
- Книга Памяти Украины. Донецкая область [Текст] / ред. кол. И. А. Герасимов [и др.]. — Донецк: Алан, 2002 . Т. 3 : Город Дебальцево, Кировское, Константиновка, Константиновский район, Селидово. — [Б. м.]: [б.в.], 2002. — 656 c. ISBN 966-7918-05-X
- Книга Памяти Украины. Донецкая область [Текст] / ред. кол. И. А. Герасимов [и др.]. — Донецк: Донбас, 1994 . Т. 5 : Город Артемовск; Артемовский район / ред. Л. К. Скиба, В. Т. Терещенко [и др.]. — [Б. м.]: [б.в.], 1995. — 686 с.
- Книга Памяти Украины. Донецкая область [Текст] / ред. кол. И. А. Герасимов [и др.]. — Донецк: Донбас, 1994 . Т. 6 : Город Славянск. — Славянский р-н/ ред. А. П. Клюев [и др.]. — [Б. м.]: [б.в.], 1995. — 624 с.
- Книга Памяти Украины. Донецкая область [Текст] / ред. кол. И. А. Герасимов [и др.]. — Донецк: Донбас, 1994 . Т. 7 : <Город >Ясиноватая, Ясиноватский район, город Авдеевка, город Дзержинск. — [Б. м.]: [б.в.], 1996. — 541 с.
- Книга Памяти Украины. Донецкая область [Текст] / ред. кол. И. А. Герасимов [и др.]. — Донецк: Донбас, 1994 . Т. 9 : <Амвросиевский >район, город Снежное. — [Б. м.]: [б.в.], 1996. — 528 с.
- Книга Памяти Украины. Донецкая область [Текст] / ред. кол. И. А. Герасимов [и др.]. — Донецк: Донбас, 1994 . Т. 10 : Великоновоселковский район, Марьинский район. — [Б. м.]: [б.в.], 1996. — 608 с.
- Книга Памяти Украины. Донецкая область [Текст] / ред. кол. И. А. Герасимов [и др.]. — Донецк: Донбас, 1994 . Т. 11, ч. 1 : <Город >Донецк / ред. О. В. Ляхов [и др.]. — [Б. м.]: [б.в.], 1996. — 718 с.
- Книга Памяти Украины. Донецкая область [Текст] / ред. кол. И. А. Герасимов [и др.]. — Донецк: Донбас, 1994 . Т. 12, ч.2 : Город Донецк / ред. В. И. Теличко [и др.]. — [Б. м.]: [б.в.], 1997. — 543 с.
- Книга Памяти Украины. Донецкая область [Текст] / ред. кол. И. А. Герасимов [и др.]. — Донецк: Донбас, 1994 . Т. 13 : Волновахский р-н. — Тельмановский р-н/ ред. О. В. Ляхов [и др.]. — [Б. м.]: [б.в.], 1997. — 655 с.
- Книга Памяти Украины. Донецкая область [Текст] / ред. кол. И. А. Герасимов [и др.]. — Донецк: Донбас, 1994 . Т. 14 : Город Торез. — Город Шахтерск. — Шахтерский район. — Город Харцызск/ ред. О. В. Ляхов [и др.]. — [Б. м.]: [б.в.], 1997. — 526 с.
- Книга Памяти Украины. Донецкая область [Текст] / ред. кол. И. А. Герасимов [и др.]. — Донецк: Донбас, 1994 . Т. 15 : <Город >Дебальцево. — Город Енакиево. — Город Кировское/ ред. О. В. Ляхов. — [Б. м.]: [б.в.], 1997. — 528 с.
- Книга Памяти Украины. Донецкая область [Текст] / ред. кол. И. А. Герасимов [и др.]. — Донецк: Донбас, 1994 . Т. 16 : Александровский район. — Добропольский район. — Город Доброполье. — Город Дружковка/ ред. В. И. Теличко [и др.]. — Донецьк: [б.и.], 1997. — 574 с.
- Книга Памяти Украины. Донецкая область [Текст] / ред. кол. И. А. Герасимов [и др.]. — Донецк: Донбас, 1994 . Т. 17 : Володарский район. — Новоазовский район. — Першотравневый район. — Старобешевский район/ ред. В. И. Теличко [и др.]. — [Б. м.]: [б.и.], 1998. — 622 с.
- Книга Памяти Украины. Донецкая область [Текст] / ред. кол. И. А. Герасимов [и др.]. — Донецк: Донбас, 1994 .Т. 18, ч. 3 : Город Донецк. — Город Моспино (ч.3). — [Б. м.]: [б.и.], 1998. — 510 с.
- Книга Памяти Украины. Донецкая область [Текст] / ред. кол. И. А. Герасимов [и др.]. — Донецк: Донбас, 1994 . Т. 19 : Город Краматорск. — Краснолиманский район. — [Б. м.]: [б.и.], 1998. — 750 с.
- Книга Памяти Украины. Донецкая область [Текст] / ред. кол. И. А. Герасимов [и др.]. — Донецк: Донбас, 1994 . Т. 20, 1(доп.). — [Б. м.]: [б.и.], 1999. — 512 с.
- Книга Памяти Украины. Донецкая область [Текст] / ред. кол. И. А. Герасимов [и др.]. — Донецк: Донбас, 1994 . Т. 21, 1(закл.): Бессмертие / сост. А. З. Дидова, И. И. Кулага. — [Б. м.]: [б.и.], 1999. — 335 с.
- Книга Памяти Украины. Донецкая область [Текст] / ред. кол. И. А. Герасимов [и др.]. — Донецк: Донбас, 1994 . Т. 22 (доп.) / ред. кол. Л. Д. Кириченко [и др.]. — [Б. м.]: [б.в.], 1999. — 526 с.

### Житомирська область
- Книга пам'яті України. Житомирська область [Текст] / ред. І. О. Герасимов [та ін.]. — Житомир: Льонок, 1993 . — ISBN 5-7707-6163-6. Т. 2. — [Б. м.]: [б.в.], 1994. — 655 с.
- Книга пам'яті України. Житомирська область [Текст] / ред. І. О. Герасимов [та ін.]. — Житомир: Льонок, 1993 . — ISBN 5-7707-6163-6. Т. 3. — [Б. м.]: [б.в.], 1994. — 741 с.
- Книга пам'яті України. Житомирська область [Текст] / ред. І. О. Герасимов [та ін.]. — Житомир: Льонок, 1993 . — ISBN 5-7707-6163-6. Т. 8 : Овруцький район. — Олевський район/ ред. Р. Р. Петронговський. — [Б. м.]: [б.в.], 1995. — 640 с.
- Книга пам'яті України. Житомирська область [Текст] / ред. І. О. Герасимов [та ін.]. — Житомир: Льонок, 1993 . — ISBN 5-7707-6163-6. Т. 9 : Попільнянський район. — Радомишльський район/ ред. Р. Р. Петронговський [та ін]. — [Б. м.]: [б.в.], 1996. — 816 с.
- Книга пам'яті України. Житомирська область [Текст] / ред. І. О. Герасимов [та ін.]. — Житомир: Льонок, 1993 . — ISBN 5-7707-6163-6. Т. 10 : Ружинський р-н, Червоноармійський р-н, Черняхівський р-н / уклад. Л. Л. Гречаникова [та ін.]. — [Б. м.]: [б.в.], 1996. — 768 с.
- Книга пам'яті України. Житомирська область [Текст] / ред. І. О. Герасимов [та ін.]. — Житомир: Льонок, 1993 . — ISBN 5-7707-6163-6. Т. 11 : Чуднівський р-н. — Додаткові списки воїнів, що загинули в роки Великої вітчизняної війни (по районах). — Житомир: [б.в.], 1996. — 672 с.
- Книга пам'яті України. Житомирська область [Текст] / ред. І. О. Герасимов [та ін.]. — Житомир: Льонок, 1993 . — ISBN 5-7707-6163-6. Т. 12 : Житомирська область / ред. Р. Р. Петронговський [та ін.]. — [Б. м.]: [б.в.], 1998. — 429 с.

### Закарпатська область
- Книга пам'яті України. Закарпатська область [Текст] / гол.ред. В. М. Керечанин [та ін.]. — Ужгород: Вид-во «Карпати», 1995 . Т. 1. — [Б. м.]: [б.в.], 1995. — 664 с.
- Книга пам'яті України. Закарпатська область [Текст] / гол.ред. В. М. Керечанин [та ін.]. — Ужгород: Вид-во «Карпати», 1995 . Т. 2. — [Б. м.]: [б.в.], 1998. — 428 с.

### Запорізька область
- Книга пам'яті України. Запорізька область [Текст] / ред. І. Герасимов. — [Б. м.]: Січ, 1994 .
- У пам'яти нащадків. Запорізька область [Текст]: ілюстрований збірник, присвячений увічненню пам'яті жертв Другої світової та локальних війн ХХ століття / голов. ред. і упоряд. В. П. Сльота. — Запоріжжя: Дике поле, 2005. — 247 с.: фотоіл. — (Книга Пам'яті України).
- Книга пам'яті України. Запорізька область [Текст] / ред. І. Герасимов. — Дніпропетровськ: Січ, 1994 . Т. 3 : Василівський район. Веселівський район. — [Б. м.]: [б.в.], 1994. — 605 с.
- Книга пам'яті України. Запорізька область [Текст] / ред. І. Герасимов. — Дніпропетровськ: Січ, 1994 . Т. 4 : Вільнянський район. Гуляйпільський район. — [Б. м.]: [б.в.], 1994. — 606 с.
- Книга пам'яті України. Запорізька область [Текст] / ред. І. Герасимов. — Дніпропетровськ: Січ, 1994 . Т. 6 : Мелітополь і Мелітопольський район. — Дніпропетровськ: Січ, 1995. — 602 с.
- Книга пам'яті України. Запорізька область [Текст] / ред. І. Герасимов. — Дніпропетровськ: Січ, 1994 . Т. 7 : <Михайлівський >район, Новомиколаївський район. — [Б. м.]: [б.в.], 1994. — 425 с.
- Книга пам'яті України. Запорізька область [Текст] / ред. І. Герасимов. — Дніпропетровськ: Січ, 1994 . Т. 8 : Оріхівський, Пологівський райони. — [Б. м.]: [б.в.], 1995. — 608 с.
- Книга пам'яті України. Запорізька область [Текст] / ред. І. Герасимов. — Дніпропетровськ: Січ, 1994 . Т. 11, кн. 1 : <Поховані >на території області [А — К]. — [Б. м.]: [б.в.], 1996. — 466 с.
- Книга пам'яті України. Запорізька область [Текст] / ред. І. Герасимов. — Дніпропетровськ: Січ, 1994 . Т. 11, кн. 2 : <Поховані >на території області (Л — Я). — [Б. м.]: [б.в.], 1996. — 485 с.
- Книга пам'яті України. Запорізька область [Текст] / ред. І. Герасимов. — Дніпропетровськ: Січ, 1994 . Т. 12 : Доповнення, уточнення, поправки до 1-11 томів / ред. В. І. Воловик. — [Б. м.]: [б.в.], 1996. — 388 с.
- Книга пам'яті України. Запорізька область [Текст] / ред. І. Герасимов. — Дніпропетровськ: Січ, 1994 . Т. 13 : Підсумковий том. — Запоріжжя: Обласне пошуково- видавниче агентство «Книга Пам'яті України»: ВПК «Запоріжжя», 2000. — 192 с.
- Книга пам'яті України. Запорізька область [Текст] / ред. І. Герасимов. — Дніпропетровськ: Січ, 1994 . Т. 14 / підгот. А. Г. Говорун [та ін.]. — Запоріжжя: Дике Поле, 2003. — 505 с.
- Книга пам'яті України. Запорізька область [Текст] / ред. І. Герасимов. — Дніпропетровськ: Січ, 1994 . Т. 15 / підгот. О. В. Сльота [та ін.]. — Запоріжжя: Дике Поле, 2003. — 496 с.
- Книга пам'яті України. Запорізька область [Текст] / ред. І. Герасимов. — Дніпропетровськ: Січ, 1994 . Т. 16 / підгот. Ф. Ф. Іванов [та ін.]. — [Б. м.]: [б.в.], 2005. — 480 с.
- Книга пам'яті України. Запорізька область [Текст] / ред. І. Герасимов. — Дніпропетровськ: Січ, 1994 . Т. 19 / підгот. Ф. Ф. Іванов [та ін.]. — Запоріжжя: Дике поле, 2007. — 496 с.
- Книга пам'яті України. Запорізька область [Текст] / ред. І. Герасимов. — Дніпропетровськ: Січ, 1994 . Т. 21 / підгот. Ф. Ф. Іванов [та ін.] ; гол. ред. В. П. Сльота. — Запоріжжя: Дике Поле, 2009. — 496 с.
- Книга пам'яті України. Запорізька область [Текст] / ред. І. Герасимов. — Д. : Січ, 1994 . Т. 22 (1): Переможці / [голов. ред. і упоряд. Сльота В. П.]. — 2010. — 512 с. : фото. — 1100 экз.
- Книга Пам'яті України. Запорізька область [Текст] / [ред. Герасимов І. О.]. — Дніпропетровськ: Січ, 1994 . Т. 23 (і): Інтернаціоналісти / [голов. ред. і упоряд. Сльота В. П.]. — Запоріжжя: Дике Поле, 2012. — 318, [14] с. : фот. — Бібліогр.: с. 318.

### Івано-Франківська область
- Книга Пам'яті України. Івано-Франківська область [Текст]: у 3 т. / ред. І. О. Герасимов [та ін.]. — Л. : Каменяр, 1998 . — ISBN 966-7255-51-4. Т. 1 : М. Івано-Франківськ. Богородчанський район. Верховинський район. Галицький район. Городенківський район. Долинський район. Калуський район. Коломийський район / ред. В. М. Скрипничук [та ін.]. — [Б. м.]: [б.в.], 1998. — 844 с.
- Книга Пам'яті України. Івано-Франківська область [Текст]: у 3 т. / ред. І. О. Герасимов [та ін.]. — Л. : Каменяр, 1998 . — ISBN 966-7255-51-4. Т. 2 : Косівський район. Надвірнянський район. Рогатинський район. Рожнятівський район. Снятинський район. Тисменицький район. Тлумацький район / голова ред. кол. В. М. Скрипничук. — Л. : [б.в.], 2001. — 758 с.
- Книга Пам'яті України. Івано-Франківська область [Текст]: у 3 т. / ред. І. О. Герасимов [та ін.]. — Л. : Каменяр, 1998 . — ISBN 966-7255-51-4. Т. 3. — [Б. м.]: [б.в.], 2003. — 296 с.

У даному виданні подана фальсифікована інформація щодо долі репресованих військовослужбовців, якою спецслужби намагалися приховати свої злочини, видаючи репресованих за пропалих безвісти, померлих від ран чи загиблих у бою. Наприклад, така фальсифікована інформація подана щонайменше щодо 108 військовослужбовців з Івано-Франківської області.

### Київська область
- Книга Пам'яті України. Київська область [Текст] / ред. І. О. Герасимов. — К. : Молодь, 1995 . — ISBN 5-7720-0888-9. Т. 3 : <Васильківський >район, Вишгородський район, Згурівський район, Ірпінь, місто. — [Б. м.]: [б.в.], 1995. — 752 с.
- Книга Пам'яті України. Київська область [Текст] / ред. І. О. Герасимов. — К. : Молодь, 1995 . — ISBN 5-7720-0888-9. Т. 4 : <Іванківський >район, Кагарлицький район, Києво- Святошинський район, Макарівський район / ред. Г. Й. Гончарук [та ін.]. — [Б. м.]: [б.в.], 1995. — 864 с.
- Книга Пам'яті України. Київська область [Текст] / ред. І. О. Герасимов. — К. : Молодь, 1995 . — ISBN 5-7720-0888-9. Т. 5 : Миронівський р-н. — Обухівський р-н. — Переяслав-Хмельницький р-н. — Поліський р-н/ ред. Г. Й. Гончарук. — [Б. м.]: [б.в.], 1996.. — 888 с.
- Книга Пам'яті України. Київська область [Текст] / ред. І. О. Герасимов. — К. : Молодь, 1995 . — ISBN 5-7720-0888-9. Т. 6 : Рокитнянський район. — Сквирський район. — Ставищенський район. — Таращанський район. — Тетіївський район. — [Б. м.]: [б.в.], 1996. — 746 с.
- Книга Пам'яті України. Київська область [Текст] / ред. І. О. Герасимов. — К. : Молодь, 1995 . — ISBN 5-7720-0888-9. Т. 7 : Фастівський район. — Чорнобильський район. — Яготинський район/ упоряд. Т. М. Данчишина ; ред. О. П. Смирнова. — [Б. м.]: [б.в.], 2000. — 510 с.
- Книга Пам'яті України. Київська область [Текст] / ред. І. О. Герасимов. — К. : Молодь, 1995 . — ISBN 5-7720-0888-9. Т. 8 : Додатковий том / упоряд. В. П. Даниленко [та ін.]. — [Б. м.]: [б.в.], 2000. — 814 с.

### Кіровоградська область
- Книга памяти Украины: [Кировоградская область]: В 4 т. / Гл. ред. кол.: Герасимов И. А. (руководитель) и др.; Обл. ред. кол.: Долиняк В. А. и др. — Кировоград: Центрально-Украинское изд-во. — 1995. — Т.1 : Кировоград: Александрия: Александрийский район, Александровский район. — 1995. — 1334,[1] с.
- Книга Памяти Украины: Кировоград. обл. / глав. редкол.: И. А. Герасимов(рук.) и др. ; обл. рекол.: В. А. Долиняк (пред.) и др. — Кировоград: Центр.-Укр. изд., 1994—1995. — Т. 1–2.
- Книга памяти Украины: Кировоградская область / Гл. ред. кол.: Герасимов И. А. (руководитель) и др.; Обл. ред. кол.: Долиняк В. А. и др. — Кировоград: Центрально-Украинское изд-во. — 1995. — Т. 3 : Долинский район, Кировоградский район, Компанеевский район, г. Знаменка, Знаменский район. — 1995. — 1141,[3] с. ISBN 5770765933
- Книга памяти Украины / Гл. ред. И. А. Герасимов. — Кировоград: Центрально-Украинское изд-во. — 1994. — Т.4 : Кировоградская область: Маловисковский р-н, Новгородковский р-н, Новоархангельский р-н, Новомиргородский р-н. — 1995. — 1074,[3] с.
- Книга памяти Украины / Гл. ред. И. А. Герасимов. — Кировоград: Центрально-Украинское изд-во. — 1994. — Т.5 : Кировоградская область: Новоукраинский р-н, Ольшанский р-н, Онуфриевский р-н, Петровский р-н. — 1995. — 1042,[2] с. ISBN 5-7707-6050-8, ISBN 5-7707-7615-3 (т.5)
- Книга памяти Украины [Текст]: т. 6 Кировоградская обл. г. Светловодск, Светловодский рн, Ульяновский рн, Устиновский рн. Кіровоград: ЦентральноУкраїнське видавництво, 1995. 744 с. ISBN 5770776161
- Книга памяти Украины: [Кировоградская область] / Редкол.: Иван Герасимов (руков.), Анатолій Коваль (зам. руков.), Роман Вишневский (отв. секретарь) и др. — Кировоград: Центрально-Украинское изд-во. — 1995. — Т.7 : Кировоградськая область / Редкол.: Осадчий, Евгений (председатель) и др. — 2000. — 874 с.
- Книга Пам'яті України. Кіровоградська область [Текст] / голова ред. кол. О. П. Реєнт. — Кіровоград, 2007 . Т. 8 : м. Знам'янка, Знам'янський район, Олександрівський район, Олександрійський район, Онуфріївський район, м. Світловодськ, Устинівський район / голова обл. ред. кол. В. О. Черниш. — [Б. м.]: [б.в.], 2007. — 545 с.

### Луганська область
- Книга Памяти Украины. Луганская область [Текст] / ред. И. А. Герасимов [и др.]. — Луганск, 1994 . Кн. 7 : <Лисичанск; >Марковский район / ред. Л. И. Дайнеко [и др.]. — [Б. м.]: [б.в.], 1995. — 608с.+ прил.1-3.
- Книга Памяти Украины. Луганская область [Текст] / ред. И. А. Герасимов [и др.]. — Луганск, 1994 . Т. 10 : Попаснянский район. — Ровеньки. — Рубежное. — [Б. м.]: [б.в.], 1995. — 640 с.
- Книга Памяти Украины. Луганская область [Текст] / ред. И. А. Герасимов [и др.]. — Луганск, 1994 . Т. 11 : Сватовский район. — Славяносербский район. — [Б. м.]: [б.в.], 1996. — 560 с.+ прил.
- Книга Памяти Украины. Луганская область [Текст] / ред. И. А. Герасимов [и др.]. — Луганск, 1994 . Т. 12 : г. Северодонецк. — г. Стаханов/ ред. Л. И. Дайнеко [и др.]. — [Б. м.]: [б.в.], 1997. — 624 с.
- Книга Памяти Украины. Луганская область [Текст] / ред. И. А. Герасимов [и др.]. — Луганск, 1994 . Т. 13 : г. Свердловск. Станично-Луганский р-н. / ред. Л. И. Дайнеко. — [Б. м.]: [б.в.], 1996. — 672 с.
- Книга Памяти Украины. Луганская область [Текст] / ред. И. А. Герасимов [и др.]. — Луганск, 1994 . Т. 14 : Старобельский район. — Троицкий район/ ред. Л. И. Дайнеко [и др.]. — [Б. м.]: [б.в.], 1997. — 624 с.
- Книга Памяти Украины. Луганская область [Текст] / ред. И. А. Герасимов [и др.]. — Луганск, 1994 . Т. 15 : Сводный. — [Б. м.]: [б.и.], 1998. — 607 с.+ прил.

### Львівська область
- Книга Пам'яті України. Львівська область [Текст] / ред. І. О. Герасимов [та ін.]. — Львів: Пам'ять, 1995 . Т. 1 : м. Борислав: Бродівський район, Буський район, Городоцький район; м. Дрогобич: Дрогобицький район, Жидачівський район. — [Б. м.]: [б.в.], 1995. — 536 с.
- Книга Пам'яті України. Львівська область [Текст] / ред. І. О. Герасимов [та ін.]. — Львів: Пам'ять, 1995 . Т. 4 : <Турківський >р-н. — Яворівський р-н; м. Львів. — Додатки і коментарі/ упоряд. В. М. Савчак [и др.] ; ред. М. В. Косів [и др.]. — [Б. м.]: [б.в.], 1995. — 728 с.

### Миколаївська область
- Книга памяти Украины. Николаевская область [Текст]: [В 4 т.] / гл. ред. И. А. Герасимов. — О. : Маяк, 1995 . Т. 1 / гл. ред. А. Д. Коваль. — [Б. м.]: [б.и.], 1995. — 726 с.: ил. — Библиогр.: с. 724.
- Книга Памяти Украины. Николаевская область [Текст] / ред. И. А. Герасимов [и др.]. — О. : Маяк, 1995 . Т. 2 : Врадиевский р-н. — Доманевский р-н. — Еланецкий р-н .. — О. : [б.и.], 1995. — 812 с.
- Книга Памяти Украины. Николаевская область [Текст] / ред. И. А. Герасимов [и др.]. — О. : Маяк, 1995 . Т. 3 : г. Николаев, Николаевская область / ред. Я. И. Журецкий [и др.]. — [Б. м.]: [б.в.], 1996. — 744 с.
- Книга Памяти Украины. Николаевская область [Текст] / ред. И. А. Герасимов [и др.]. — О. : Маяк, 1995 . Т. 4 : <г. >Николаев. Николаевская область / ред. Я. И. Журецкий [и др.]. — [Б. м.]: [б.в.], 1997. — 656 с.
- Книга Памяти Украины. Николаевская область [Текст] / ред. И. А. Герасимов [и др.]. — О. : Маяк, 1995 . Т. 5 : г. Николаев. Районы: Арбузинский. — Баштанский. — Березанский. — Березнеговатский. — Братский. — Веселиновский. — Вознесенский. — Врадиевский. — Доманевский. — Еланецкий. — Жовтневый. — Казанковский. — Кривоозерский. — Николаевский. — Новобугский. — Новоодесский. — Очаковский. — Первомайский. — Снегиревский. — Николаев: [б.в.], 1998. — 715 с.
- Книга Памяти Украины. Николаевская область [Текст] / ред. И. А. Герасимов [и др.]. — О. : Маяк, 1995 . Т. 6 : г. Николаев. Районы: Арбузинский, Баштанский, Березанский, Березнеговатский, Братский, Веселиновский, Вознесенский, Врадиевский, Доманевский, Еланецкий, Жовтневый, Казанковский, Кривоозерский, Николаевский, Новобугский, Новоодесский, Очаковский, Первомайский, Снигиревский / ред. Я. И. Журецкий [и др.]. — Николаев: УГМТУ, 1999. — 506 с.
- Книга Памяти Украины. Николаевская область [Текст] / ред. И. А. Герасимов [и др.]. — О. : Маяк, 1995 . Т. 8 : г. Николаев. Районы: Арбузинский, Баштанский, Березанский, Березнеговатский, Братский, Веселиновский, Вознесенский, Врадиевский, Доманевский, Еланецкий, Жовтневый, Казанковский, Кривоозерский, Николаевский, Новобугский, Новоодесский, Очаковский, Первомайский, Снигиревский. — Николаев: Издательство НФ НаУКМА, 2001. — 516 с.
- Книга Памяти Украины. Николаевская область [Текст] / ред. И. А. Герасимов [и др.]. — О. : Маяк, 1995 . Т. 9 : г. Николаев. Районы: Арбузинский, Баштанский, Березанский, Березнеговатский, Братский, Веселиновский, Вознесенский, Врадиевский, Доманевский, Еланецкий, Жовтневый, Казанковский, Кривоозерский, Николаевский, Новобугский, Новоодесский, Очаковский, Первомайский, Снигиревский. — Николаев: Возможности Киммерии, 2004. — 360 с. — Библиогр.: с. 353—357.
- Книга Памяти Украины. Николаевская область [Текст] / ред. И. А. Герасимов [и др.]. — О. : Маяк, 1995 . Т. 10 : г. Николаев. Районы: Арбузинский, Баштанский, Березанский, Березнеговатский, Братский, Веселиновский, Вознесенский, Врадиевский, Доманевский, Еланецкий, Жовтневый, Казанковский, Кривоозерский, Николаевский, Новобугский, Новоодесский, Очаковский, Первомайский, Снигиревский. — Николаев: Возможности Киммерии, 2005. — 300 с. — Библиогр.: с. 291—297.
- Книга Памяти Украины. Николаевская область [Текст]. — Николаев: Возможности Киммерии, 1995 . Т. 11 : г. Николаев. Районы: Арбузинский, Баштанский, Березанский, Березнеговатский, Братский, Веселиновский, Вознесенский, Врадиевский, Доманевский, Еланецкий, Жовтневый, Казанковский, Кривоозерский, Николаевский, Новобугский, Новоодесский, Очаковский, Первомайский, Снигиревский / гл. ред. кол.: А. П. Реент (пред.) [и др.] ; Николаев. обл. ред. кол. С. Н. Карцев (пред.). — 2006. — 352 с. — Библиогр.: с. 352. — 1050 экз.
- Книга Памяти Украины. Николаевская область [Текст] / ред. И. А. Герасимов [и др.]. — О. : Маяк, 1995 . Т. 12 : г. Николаев. Районы: Арбузинский. — Баштанский. — Березанский. — Березнеговатский. — Братский. — Веселиновский. — Вознесенский. — Врадиевский. — Доманевский. — Еланецкий. — Жовтневый. — Казанковский. — Кривоозерский. — Николаевский. — Новобугский. — Новоодесский. — Очаковский. — Первомайский. — Снигиревский. — Николаев: Илион, 2007. — 512 с.
- Книга Памяти Украины. Николаевская область [Текст] / ред. И. А. Герасимов [и др.]. — О. : Маяк, 1995 . Т. 13 : г. Николаев / ред. кол. А. Н. Гаркуша [и др.]. — Николаев: [б.и.], 2008. — 512 с.
- Книга Памяти Украины. Николаевская область [Текст] / ред. И. А. Герасимов [и др.]. — О. : Маяк, 1995 . Т. 14 : г. Николаев. Районы: Арбузинский, Баштанский, Березанский, Березнеговатский, Братский, Веселиновский, Вознесенский, Врадиевский, Доманевский, Еланецкий, Жовтневый, Казанковский, Кривоозерский, Николаевский, Новобугский, Новоодесский, Очаковский, Первомайский, Снигиревский / [обл. редкол. : Круглов Н. П. (пред. редкол.) и др.]. — Николаев: Илион, 2013. — 298 с.
- Книга памяти Украины. Николаевская область [Текст] / ред. И. А. Герасимов [и др.]. — Одесса: Маяк, 1995 . — ISBN 5-7760-0364-4 (т. 1. Одесса: Маяк 1995). Т. 15 : г. Николаев. Районы: Арбузинский, Баштанский. Березанский, Березнеговатский, Братский, Веселиновский, Вознесенский, Врадиевский, Доманевский, Еланецкий, Жовтневый, Казанковский, Кривоозерский, Николаевский, Новобугский, Новоодесский, Очаковский, Первомайский, Снигиревский / [обл. редкол.: Меріков В. І. (голова) та ін.]. — Николаев: Илион, 2014. — 410 с. : фот. — Текст рос., укр. — 900 экз.

### Одеська область
Книга памяти Украины: Одесская область: в 11 т. / Одес. обл. редкол. Книги памяти Украины. — О., 1994—2008.
- [Архівовано 11 жовтня 2019 у Wayback Machine.] [Т.] 1: г. Одесса: Жовтневый р-н, Ильичевский р-н, Киевский р-н, Малиновский р-н: [короткі дані про одеситів, що загинули в роки Великої Вітчизняної війни] / К. И. Мерлич, А .Г. Гурский, В. Д. Сальников [и др.]. — Маяк, 1994. — 928 с. : ил. Библиогр.: с. 925 (12 назв.). — ISBN 5-7760-0508-6
- [Архівовано 11 жовтня 2019 у Wayback Machine.] [Т.] 2: г. Одесса: Ленинский р-н, Приморский р-н, Суворовский р-н, Центральный р-н; г. Ильичевск / К. И. Мерлич, А. Г. Гурский, В. Д. Сальников [и др.]. — Маяк, 1994. — 937 с. : ил. — ISBN 5-7760-0513-2
- [Архівовано 11 жовтня 2019 у Wayback Machine.] [Т.] 3: Ананьевский р-н, Арцизский р-н, Балтский р-н, Белгород-Днестровский р-н: [короткі дані про мешканців Одеської області, що загинули в роки Великої Вітчизняної війни] / Ю. А. Петренко, А. Г. Гурский, В. Д. Сальников [и др.]. — Маяк, 1994. — 824 с. : ил. — ISBN 5-7760-0522-1
- [Архівовано 11 жовтня 2019 у Wayback Machine.] [Т.] 4: Беляевский р-н, Березовский р-н, Болградский р-н, Великомихайловский р-н, Ивановский р-н / Ю. А. Петренко, А. Г. Гурский, В. Д. Сальников [и др.]. — Маяк, 1995. — 832 с. : ил. — ISBN 5-7760-0523-X
- [Архівовано 11 жовтня 2019 у Wayback Machine.] [Т.] 5: Измаильский р-н, Килийский р-н, Кодымский р-н, Коминтерновский р-н, Котовский р-н: [короткі дані про воїнів, що загинули або пропали безвісти у роки Великої Вітчизняної війни] / Ю. А. Петренко, А. Г. Гурский, В. Д. Сальников [и др.]. — Аспект, 1994. — 752 с. : ил. — ISBN 5-8404-0047-5
- [Архівовано 11 жовтня 2019 у Wayback Machine.] [Т.] 6: Красноокнянский р-н, Любашевский р-н, Николаевский р-н, Овидиопольский р-н, Раздельнянский р-н, Ренийский р-н / Ю. А. Петренко, А. Г. Гурский, В. Д. Сальников [и др.]. — Аспект, 1995. — 688 с. : ил. — ISBN 5-8404-0048-3
- [Архівовано 11 жовтня 2019 у Wayback Machine.] [Т.] 7: Савранский р-н, Саратский р-н, Тарутинский р-н, Татарбунарский р-н, Фрунзовский р-н, Ширяевский р-н / Ю. А. Петренко, А. Г. Гурский, В. Д. Сальников [и др.]. — Аспект, 1995. — 736 с. : ил. — ISBN 5-8404-0049-1
- [Архівовано 11 жовтня 2019 у Wayback Machine.] [Т.] 8 (дополнительный): Районы г. Одессы: Жовтневый, Ильичевский, Киевский, Ленинский, Малиновский, Приморский, Суворовский, Центральный; г. Ильичевск; районы Одесской области: Ананьевский, Арцизский, Балтский, Белгород-Днестровский, Беляевский, Березовский, Болградский, Великомихайловский, Ивановский, Измаильский, Килийский, Кодымский / Ю. А. Петренко, А. Г. Гурский, В. Д. Сальников [и др.]. — Аспект, 1997. — 656 с. : ил. — ISBN 5-8404-0069-6
- [Архівовано 11 жовтня 2019 у Wayback Machine.] [Т.] 9 (дополнительный): Районы Одесской области: Коминтерновский, Котовский, Красноокнянский, Любашевский, Николаевский, Овидиопольский, Раздельнянский, Ренийский, Савранский, Саратский, Тарутинский, Татарбунарский, Фрунзовский, Ширяевский: сотрудники органов Госбезопасности, сотрудники органов МВД, партизаны и подпольщики, моряки Черноморского морского пароходства, авиаторы Одесского авиаотряда, железнодорожники Одесской области: дополнения и уточнения ко всем томам / Ю. А. Петренко, А. Г. Гурский, В. Д. Сальников [и др.]. — Аспект, 1997. — 464 с. : ил. — ISBN 5-8404-0070-X
- [Архівовано 11 жовтня 2019 у Wayback Machine.] [Т.] 10: Воины, погибшие при обороне и освобождении Одесской области от немецко-фашистских захватчиков в годы Великой Отечественной войны (1941—1945 гг.) и захороненные на ее территории / Ю. А. Петренко, А. Г. Гурский, В. Д. Сальников [и др.]. — Аспект, 1995. — 512 с. : ил. — ISBN 5-8404-0056-4
- [Архівовано 11 жовтня 2019 у Wayback Machine.] [Т.] 11 (дополнительный): [короткі дані про військовослужбовців Одещини, які загинули або пропали безвісти в роки Великої Вітчизняної війни, відомості про воїнів інших регіонів, що загинули і поховані на території області, про партизан і підпільників] / А. Л. Ткачук, А. Г. Гурский, И. Ю. Григорьев [и др.]. — Аспект, 2008. — 392 с. : ил.
  - [Архівовано 11 жовтня 2019 у Wayback Machine.] [Т.] 12 (дополнительный): Книга памяти Украины. Победители. Одесская область / Пред. редкол. Иван Александрович Герасимов, Петр Владимирович Хлыцов. — Одесса: КП ОГТ, 2010. — (Книга памяти Украины).
- Книга памяти Украины. Победители. Одесская область / Пред. редкол. Иван Александрович Герасимов, Петр Владимирович Хлыцов. — Одесса: КП ОГТ, 2010. — (Книга памяти Украины). — Т. 1: г. Одесса. Киевский район. — 2010. — 751 с. 2000 экз. — ISBN 978-966-2106-92-3
- Книга памяти Украины. Победители. Одесская область / Пред. редкол. Иван Александрович Герасимов, Петр Владимирович Хлыцов. — Одесса: КП ОГТ, 2010. — (Книга памяти Украины). — Т. 2: г. Одесса. Приморский район. — 2011. — 790 с. — ISBN 978-617-637-019-2
- Книга памяти Украины. Победители. Одесская область / Пред. редкол. Иван Александрович Герасимов, Петр Владимирович Хлыцов. — Одесса: КП ОГТ, 2010. — (Книга памяти Украины). — Т. 3: г. Одесса. Малиновский район: доп. и уточ. к I т. «Книга памяти Украины. Победители» (Киевский район г. Одессы). — 2012. — 694 с. — ISBN 978-617-637-038-3
- Книга памяти Украины. Победители. Одесская область / Пред. редкол. Иван Александрович Герасимов, Петр Владимирович Хлыцов. — Одесса: КП ОГТ, 2010. — (Книга памяти Украины). — Т. 4: г. Одесса. Суворовский район. — 2013. — 557 с. — ISBN 978-617-637-066-6
- Книга памяти Украины. Победители. Одесская область / Пред. редкол. Иван Александрович Герасимов, Петр Владимирович Хлыцов. — Одесса: КП ОГТ, 2010. — (Книга памяти Украины). — Т. 5: г. Одесса. Ананьевский, Арцизский и Балтский районы . — 2014. — 643 с. 400 экз. — Библиогр.: с. 640 . — ISBN 978-617-637-081-9

### Полтавська область
- Книга Пам'яті України. Полтавська обл.: м. Полтава /Головна ред. кол.: І. О. Герасимов (керівник) та ін.; обласна ред. кол.: П. Г. Шемет (керівник) та ін. — Полтава: Полтавський літератор, 1995. — ISBN 5-7707-6934-3. — Том 1. — 468 с.
- Книга Пам'яті України. Полтавська область [Текст] / ред. І. О. Герасимов [та ін.]. — Полтава: Полтавський літератор, 1995 . — ISBN 5-7707-6934-3. Т. 2 : <Великобагачанський >р-н; Гадяцький р-н / ред. М. А. Сергієнко [та ін.]. — [Б. м.]: [б.в.], 1995. — 788 с.
- Книга Пам'яті України. Полтавська область [Текст] / ред. І. О. Герасимов [та ін.]. — Полтава: Полтавський літератор, 1995 . — ISBN 5-7707-6934-3. Т. 3 : Глобинський район. — Гребінківський район/ ред. П. Г. Шемет [та ін.]. — Полтава: [б.в.], 1995. — 656 с.
- Книга Пам'яті України. Полтавська область [Текст] / ред. І. О. Герасимов [та ін.]. — Полтава: Полтавський літератор, 1995 . — ISBN 5-7707-6934-3. Т. 4 : Диканський район. — Зіньківський район. — Карлівський район/ ред. П. Г. Шемет [та ін.]. — [Б. м.]: [б.в.], 1996. — 968 с.
- Книга Пам'яті України. Полтавська область [Текст] / ред. І. О. Герасимов [та ін.]. — Полтава: Полтавський літератор, 1995 . — ISBN 5-7707-6934-3. Т. 5 : Кобеляцький район. — Козельщинський район. — Котелевський район. — Полтава: [б.в.], 1996. — 800 с.
- Книга Пам'яті України. Полтавська область [Текст] / ред. І. О. Герасимов [та ін.]. — Полтава: Полтавський літератор, 1995 . — ISBN 5-7707-6934-3. Т. 6 : Місто Комсомольськ. — Місто Кременчук. — Кременчуцький район/ ред. П. Г. Шемет [та ін.]. — [Б. м.]: [б.в.], 1998. — 560 с.
- Книга Пам'яті України. Полтавська область [Текст] / ред. І. О. Герасимов [та ін.]. — Полтава: Полтавський літератор, 1995 . — ISBN 5-7707-6934-3. Т. 7 : Лохвицький район. — Лубенський район/ ред. П. Г. Шемет [та ін.]. — [Б. м.]: [б.в.], 1998. — 683 с.
- Книга Пам'яті України. Полтавська область [Текст] / ред. І. О. Герасимов [та ін.]. — Полтава: Полтавський літератор, 1995 . — ISBN 5-7707-6934-3. Т. 8 : Машівський район. — Місто Миргород. — Миргородський район/ ред. П. Г. Шемет [и др.]. — Полтава: [б.в.], 1998. — 733 с.
- Книга Пам'яті України. Полтавська область [Текст] / ред. І. О. Герасимов [та ін.]. — Полтава: Полтавський літератор, 1995 . — ISBN 5-7707-6934-3. Т. 9 : Новосанжарський район. — Оржицький район. — Пирятинський район. — [Б. м.]: [б.в.], 1998. — 798 с.
- Книга Пам'яті України. Полтавська область [Текст] / ред. І. О. Герасимов [та ін.]. — Полтава: Полтавський літератор, 1995 . — ISBN 5-7707-6934-3. Т. 10 : Полтавський район. — Решетилівський район. — Семенівський район. — [Б. м.]: [б.в.], 1997. — 1055 с.
- Книга Пам'яті України. Полтавська область [Текст] / ред. І. О. Герасимов [та ін.]. — Полтава: Полтавський літератор, 1995 . — ISBN 5-7707-6934-3. Т. 11 : Хорольський район. — Чорнухинський район. — Чутівський район. — Шишацький район. — [Б. м.]: [б.в.], 1998. — 937 с.
- Книга Пам'яті України. Полтавська область [Текст] / ред. І. О. Герасимов [та ін.]. — Полтава: Полтавський літератор, 1995 . — ISBN 5-7707-6934-3. Т. 12(додатковий): Доповнення, уточнення, поправки до І-ХІ томів / ред. О. О. Нестуля. — [Б. м.]: [б.в.], 1999. — 388 с.

### Рівненська область
- Книга Пам'яті України. Рівненська область [Текст] / ред. І. О. Герасимов [та ін.]. — Львів: Каменяр, 1994 . — ISBN 5-7745-0602-9. Т. 1 : м. Рівне. Березнівський район. Володимирецький район. Гощанський район. Дубенський район. Дубровицький район. — [Б. м.]: [б.в.], 1994. — 694 c.
- Книга Пам'яті України. Рівненська область [Текст] / ред. І. О. Герасимов [та ін.]. — Львів: Каменяр, 1994 . — ISBN 5-7745-0602-9. Т. 3 : <Острозький >район, Радивилівський район, Рівненський район, Рокитнівський район, Сарненський район. — [Б. м.]: [б.в.], 1995. — 646 с.
- Книга Пам'яті України. Рівненська область [Текст] / ред. І. О. Герасимов [та ін.]. — Львів: Каменяр, 1994 . — ISBN 5-7745-0602-9. Т. 4 / ред. І. В. Дем'янюк [та ін.]. — [Б. м.]: [б.в.], 1998. — 162 с.

### Сумська область
- Книга пам'яті України. Сумська область [Текст] / гол.ред. І. О. Герасимов [та ін.]. — Суми: Слобожанщина, 1994 . — ISBN 5-7707-6702-2. Кн. 1 : м. Суми. — [Б. м.]: [б.в.], 1994. — 309с.
- Книга пам'яті України. Сумська область [Текст] / гол.ред. І. О. Герасимов [та ін.]. — Суми: Слобожанщина, 1994 . — ISBN 5-7707-6702-2. Т. 3 : Буринський район. Великописарівський район. — [Б. м.]: [б.в.], 1995. — 766 с.
- Книга пам'яті України. Сумська область [Текст] / [редкол.: Герасимов І. О. (голова) та ін.]. — Суми: Слобожанщина, 1994 . — ISBN 5-7707-6702-2. Т. 4 : Глухів. Глухівський район. — 1995. — 632, [2] с. : фот. — 1000 экз
- Книга пам'яті України. Сумська область [Текст] / гол.ред. І. О. Герасимов [та ін.]. — Суми: Слобожанщина, 1994 . — ISBN 5-7707-6702-2. Т. 5 : <Конотоп; >Конотопський район. — [Б. м.]: [б.в.], 1995. — 755 с.
- Книга пам'яті України. Сумська область [Текст] / гол.ред. І. О. Герасимов [та ін.]. — Суми: Слобожанщина, 1994 . — ISBN 5-7707-6702-2. Кн. 10 : <Ромни. >Роменський район. — [Б. м.]: [б.в.], 1996. — 708 с.
- Книга пам'яті України. Сумська область [Текст] / гол.ред. І. О. Герасимов [та ін.]. — Суми: Слобожанщина, 1994 . — ISBN 5-7707-6702-2. Т. 11 : <Сумський >район. — [Б. м.]: [б.в.], 1996. — 648 с.
- Книга пам'яті України. Сумська область [Текст] / гол.ред. І. О. Герасимов [та ін.]. — Суми: Слобожанщина, 1994 . — ISBN 5-7707-6702-2. Т. 12 : Середино-Будський район. Тростянецький район / ред. М. О. Соколов [та ін.]. — Суми: Мрія-1, ЛТД, 1997. — 740 с.
- Книга пам'яті України. Сумська область [Текст] / гол.ред. І. О. Герасимов [та ін.]. — Суми: Слобожанщина, 1994 . — ISBN 5-7707-6702-2. Т. 13 : Шостка. — Шосткинський район. — Ямпільський район/ ред. М. О. Соколов [та ін.]. — [Б. м.]: [б.в.], 1997. — 784 с.
- Книга пам'яті України. Сумська область [Текст] / гол.ред. І. О. Герасимов [та ін.]. — Суми: Слобожанщина, 1994 . — ISBN 5-7707-6702-2. Т. 14дод. — Суми: [б.в.], 1998. — 468 с.

### Тернопільська область
- Книга Пам'яті України. Тернопільська область [Текст] / голов. ред. І. О. Герасимов [та ін.]. — Львів: Каменяр, 1995 . — ISBN 5-7745-0635-5. Т. 2 / гол. ред. кол. М. В. Скибньовський [та ін.]. — [Б. м.]: [б.в.], 1995. — 614 с.
- Книга Пам'яті України. Тернопільська область [Текст] / голов. ред. І. О. Герасимов [та ін.]. — Львів: Каменяр, 1995 . — ISBN 5-7745-0635-5. Т. 3. — [Б. м.]: [б.в.], 1996. — 791 с.

### Харківська область
- Книга пам'яті України. Харківська область [Текст] / голова гол.ред.кол. І. О. Герасимов ; керівник обл.редкол. В. А. Шумілкін. — Х. : Наук. ред. Харків. обл. вид. Книги Пам'яті України, 1994 . — ISBN 5-7707-6424-4. Т. 3 : <Балаклійський >район. Барвінківський район. — [Б. м.]: [б.в.], 1994. — 589 c.
- Книга пам'яті України. Харківська область [Текст] / голова гол.ред.кол. І. О. Герасимов ; керівник обл.редкол. В. А. Шумілкін. — Х. : Наук. ред. Харків. обл. вид. Книги Пам'яті України, 1994 . — ISBN 5-7707-6424-4. Т. 4 : <Райони: >Близнюківський, Богодухівський, Борівський. — [Б. м.]: [б.в.], 1994. — 783 с.
- Книга пам'яті України. Харківська область [Текст] / голова гол.ред.кол. І. О. Герасимов ; керівник обл.редкол. В. А. Шумілкін. — Х. : Наук. ред. Харків. обл. вид. Книги Пам'яті України, 1994 . — ISBN 5-7707-6424-4. Т. 5 : Райони: Великобурлуцький, Вовчанський. — [Б. м.]: [б.в.], 1995. — 847 с.
- Книга пам'яті України. Харківська область [Текст] / голова гол.ред.кол. І. О. Герасимов ; керівник обл.редкол. В. А. Шумілкін. — Х. : Наук. ред. Харків. обл. вид. Книги Пам'яті України, 1994 . — ISBN 5-7707-6424-4. Т. 6 : Райони: Дворічанський, Дергачівський, Зачепилівський. — [Б. м.]: [б.в.], 1995. — 686 с.
- Книга пам'яті України. Харківська область [Текст] / голова гол.ред.кол. І. О. Герасимов ; керівник обл.редкол. В. А. Шумілкін. — Х. : Наук. ред. Харків. обл. вид. Книги Пам'яті України, 1994 . — ISBN 5-7707-6424-4. Т. 7 : Райони: Зміївський, Золочівський, Ізюмський / ред. О. І. Пономаренко [та ін.]. — [Б. м.]: [б.в.], 1995. — 814 с.
- Книга пам'яті України. Харківська область [Текст] / голова гол.ред.кол. І. О. Герасимов ; керівник обл.редкол. В. А. Шумілкін. — Х. : Наук. ред. Харків. обл. вид. Книги Пам'яті України, 1994 . — ISBN 5-7707-6424-4. Т. 9 : <Райони: >Красноградський, Куп'янський / ред. В. Ф. Мещеряков [та ін.]. — [Б. м.]: [б.в.], 1996. — 640 с.
- Книга пам'яті України. Харківська область [Текст] / голова гол.ред.кол. І. О. Герасимов ; керівник обл.редкол. В. А. Шумілкін. — Х. : Наук. ред. Харків. обл. вид. Книги Пам'яті України, 1994 . — ISBN 5-7707-6424-4. Т. 10 : Райони: Лозівський. — Нововодолазький/ ред. О. Л. Сидоренко. — [Б. м.]: [б.в.], 1995. — 719 с.
- Книга пам'яті України. Харківська область [Текст] / голова гол.ред.кол. І. О. Герасимов ; керівник обл.редкол. В. А. Шумілкін. — Х. : Наук. ред. Харків. обл. вид. Книги Пам'яті України, 1994 . — ISBN 5-7707-6424-4. Т. 11 : Первомайський район. — Печенізький район. — Сахновщинський район/ ред. В. Ф. Мещеряков. — Х. : [б.в.], 1996. — 622 с.
- Книга пам'яті України. Харківська область [Текст] / голова гол.ред.кол. І. О. Герасимов ; керівник обл.редкол. В. А. Шумілкін. — Х. : Наук. ред. Харків. обл. вид. Книги Пам'яті України, 1994 . — ISBN 5-7707-6424-4. Кн. 12 : Райони: Харківський / ред. В. М. Козак. — [Б. м.]: [б.в.], 1997. — 749 с.
- Книга пам'яті України. Харківська область [Текст] / голова гол.ред.кол. І. О. Герасимов ; керівник обл.редкол. В. А. Шумілкін. — Х. : Наук. ред. Харків. обл. вид. Книги Пам'яті України, 1994 . — ISBN 5-7707-6424-4. Кн. 13 : Райони: Чугуївський, Шевченківський / підгот. В. І. Походенко, О. І. Карий. — [Б. м.]: [б.в.], 1997. — 558 с.
- Книга пам'яті України. Харківська область [Текст] / голова гол.ред.кол. І. О. Герасимов ; керівник обл.редкол. В. А. Шумілкін. — Х. : Наук. ред. Харків. обл. вид. Книги Пам'яті України, 1994 . — ISBN 5-7707-6424-4. Кн. 14(додатковий): м. Харків. Райони: Харківський, Вовчанський, Дергачівський, Зміївський / ред. В. М. Козак [та ін.]. — Х. : Обласна пошуково- видавнича наук. ред. Книги Пам'яті України, 1999. — 518 с.
- Книга пам'яті України. Харківська область [Текст] / голова гол.ред.кол. І. О. Герасимов ; керівник обл.редкол. В. А. Шумілкін. — Х. : Наук. ред. Харків. обл. вид. Книги Пам'яті України, 1994 . — ISBN 5-7707-6424-4. Т. 15(додатковий) / ред. В. М. Козак. — [Б. м.]: [б.в.], 2000. — 686 с.
- Книга пам'яті України. Харківська область [Текст] / голова гол.ред.кол. І. О. Герасимов ; керівник обл.редкол. В. А. Шумілкін. — Х. : Наук. ред. Харків. обл. вид. Книги Пам'яті України, 1994 . — ISBN 5-7707-6424-4. Кн. 16(додатковий) / ред. В. М. Козак [та ін.]. — Х. : Обласна пошуково- вид. наук. ред. Книги Пам'яті України, 2000. — 533 с.
- Книга пам'яті України. Харківська область [Текст] / голова гол.ред.кол. І. О. Герасимов ; керівник обл.редкол. В. А. Шумілкін. — Х. : Наук. ред. Харків. обл. вид. Книги Пам'яті України, 1994 . — ISBN 5-7707-6424-4. Кн. 17 : Визволителі Харківщини / наук. ред. В. М. Козак. — Х. : Обласна пошуково-видавнича наук. редакція Книги Пам'яті України, 2001. — 632 с.
- Книга пам'яті України. Харківська область [Текст] / голова гол.ред.кол. І. О. Герасимов ; керівник обл.редкол. В. А. Шумілкін. — Х. : Наук. ред. Харків. обл. вид. Книги Пам'яті України, 1994 . — ISBN 5-7707-6424-4. Кн. 18 : Визволителі Харківщини / ред. В. М. Козак. — [Б. м.]: [б.в.], 2001. — 750 с.
- Книга пам'яті України. Харківська область [Текст] / голова гол.ред.кол. І. О. Герасимов ; керівник обл.редкол. В. А. Шумілкін. — Х. : Наук. ред. Харків. обл. вид. Книги Пам'яті України, 1994 . — ISBN 5-7707-6424-4. Кн. 19 : Визволителі Харківщини / керівник обл. наук. ред. О. Л. Заводний. — Х. : Обласна пошуково-видавнича наукова редакція Книги Пам'яті України, 2002. — 542 с.
- Книга пам'яті України. Харківська область [Текст] / голова гол.ред.кол. І. О. Герасимов ; керівник обл.редкол. В. А. Шумілкін. — Х. : Наук. ред. Харків. обл. вид. Книги Пам'яті України, 1994 . — ISBN 5-7707-6424-4. Кн. 20 : Визволителі Харківщини / ред. В. М. Козак [та ін.]. — Х. : [б.в.], 2003. — 656 с.
- Книга пам'яті України 1941—1945. Гвардія відважних: Лозівський район Харківської області [Текст] / авт.-упоряд. І. Д. Базій. — Д. : Пороги, 2003. — 510 с.

### Херсонська область
- Книга памяти Украины [Текст] / Редкол.: Рылеев В. П. и др. — Симферополь: Таврида. — ISBN 5-7707-6221-7. Т.7 : Херсонская область. — 1996. — 574 с. — ISBN 966-584-009-6
- Книга памяти Украины [Текст]. — Симферополь: Таврида. — ISBN 5-7707-6221-7. Т. 8 : Херсонская область. — 2000. — 480 с.- ISBN 966-584-130-0
- Книга памяти Украины [Текст]. — Симферополь: Таврида. Т. 9 : Херсонская область. — 2000. — 542 с. — ISBN 5-7707-6221-7
- Книга памяти Украины [Текст]. — Симферополь: Таврида. Т. 10 : Херсонская область. — 2000. — 507 с.- ISBN 966-584-155-6

### Хмельницька область
- Книга Пам'яті України. Хмельницька область [Текст]: іст.-меморіал. вид.: В 10 т. / ред. І. О. Герасимов [та ін.]. — Хмельницький: Поділля, 1995 . — ISBN 966-7158-01-2. Т. 1 : м. Хмельницький, Білогірський р-н, Віньковецький р-н / ред. І. Х. Шиманський [та ін.]. — [Б. м.]: [б.в.], 1995. — 688 с.
- Книга Пам'яті України. Хмельницька область [Текст]: іст.-меморіал. вид.: В 10 т. / ред. І. О. Герасимов [та ін.]. — Хмельницький: Поділля, 1995 . — ISBN 966-7158-01-2. Т. 2 : <Волочиський >район, Городоцький район. — [Б. м.]: [б.в.], 1995. — 765 с.
- Книга Пам'яті України. Хмельницька область [Текст]: іст.-меморіал. вид.: В 10 т. / ред. І. О. Герасимов [та ін.]. — Хмельницький: Поділля, 1995 . — ISBN 966-7158-01-2. Т. 3 : Деражнянський район. — Дунаєвецький район/ обл. ред. М. М. Дарманський. — [Б. м.]: [б.в.], 1995. — 720 с.
- Книга Пам'яті України. Хмельницька область [Текст]: іст.-меморіал. вид.: В 10 т. / ред. І. О. Герасимов [та ін.]. — Хмельницький: Поділля, 1995 . — ISBN 966-7158-01-2. Т. 4 : <Ізяславський >р-н; Красилівський р-н. — [Б. м.]: [б.в.], 1995. — 720 с.
- Книга Пам'яті України. Хмельницька область [Текст]: іст.-меморіал. вид.: В 10 т. / ред. І. О. Герасимов [та ін.]. — Хмельницький: Поділля, 1995 . — ISBN 966-7158-01-2. Т. 5 : Місто Кам'янець-Подільський. Кам'янець-Подільський район. — [Б. м.]: [б.в.], 1995. — 670 с.
- Книга Пам'яті України. Хмельницька область [Текст]: іст.-меморіал. вид.: В 10 т. / ред. І. О. Герасимов [та ін.]. — Хмельницький: Поділля, 1995 . — ISBN 966-7158-01-2. Т. 6 : <Летичівський >район. — Новоушицький район. — Полонський район. — [Б. м.]: [б.в.], 1996. — * Книга Пам'яті України. Хмельницька область [Текст]: іст.-меморіал. вид.: В 10 т. / ред. І. О. Герасимов [та ін.]. — Хмельницький: Поділля, 1995 . — ISBN 966-7158-01-2. Т. 7 : Славутський район. — Старокостянинівський район. — Хмельницький: [б.в.], 1996. — 768 с.
- Книга Пам'яті України. Хмельницька область [Текст]: іст.-меморіал. вид.: В 10 т. / ред. І. О. Герасимов [та ін.]. — Хмельницький: Поділля, 1995 . — ISBN 966-7158-01-2. Т. 8 : Старосинявський район. — Теофіпольський район. — Хмельницький район/ ред. А. П. Шульга. — Хмельницький: [б.в.], 1997. — 768 с.
- Книга Пам'яті України. Хмельницька область [Текст]: іст.-меморіал. вид.: В 10 т. / ред. І. О. Герасимов [та ін.]. — Хмельницький: Поділля, 1995 . — ISBN 966-7158-01-2. Т. 9 : Чемеровецький район. Шепетівський район. Додатковий список воїнів- земляків, імена яких не внесени до 1-8 томів Книги / ред. М. М. Дарманський [та ін.]. — [Б. м.]: [б.в.], 1997. — 718 с.
- Книга Пам'яті України. Хмельницька область [Текст]: іст.-меморіал. вид.: В 10 т. / ред. І. О. Герасимов [та ін.]. — Хмельницький: Поділля, 1995 . — ISBN 966-7158-01-2. Т. 10 : Ярмолинецький район. Поіменний список полеглих і похованих на території області воїнів- визволителів, місце народження та призову яких не встановлено / ред. М. М. Дарманський [та ін.]. — [Б. м.]: [б.в.], 1997. — 702 с.

### Черкаська область
- Книга Пам'яті України. Черкаська область [Текст] / ред. І. О. Герасимов [та ін.]. — К. : Книга Пам'яті України, 1995 . Т. 1 : <Городищенський >район, Драбівський район, Жашківський район. — [Б. м.]: [б.в.], 1995. — 855 с.
- Книга Пам'яті України. Черкаська область [Текст] / ред. І. О. Герасимов [та ін.]. — К. : Книга Пам'яті України, 1995 . Т. 2 : Чорнобаївський район; Шполянський район. — [Б. м.]: [б.в.], 1995. — 822 с.
- Книга Пам'яті України. Черкаська область [Текст] / ред. І. О. Герасимов [та ін.]. — К. : Книга Пам'яті України, 1995 . Т. 4 : <Корсунь- >Шевченківський район, Маньківський район, Монастирищенський район. — [Б. м.]: [б.в.], 1996. — 793 с.
- Книга Пам'яті України. Черкаська область [Текст] / ред. І. О. Герасимов [та ін.]. — К. : Книга Пам'яті України, 1995 . Т. 5 : <Місто >Умань. Уманський район, Катеринопільський район, Тальнівський район / ред. А. А. Кузьмінський [та ін.]. — [Б. м.]: [б.в.], 1996. — 994 с.
- Книга Пам'яті України. Черкаська область [Текст] / ред. І. О. Герасимов [та ін.]. — К. : Книга Пам'яті України, 1995 . Т. 6 : Місто Сміла. Смілянський район. — Кам'янський район. — Лисянський район. — К. : [б.в.], 1996. — 911 с.
- Книга Пам'яті України. Черкаська область [Текст] / ред. І. О. Герасимов [та ін.]. — К. : Книга Пам'яті України, 1995 . Т. 7 : Місто Канів. — Канівський район. — Христинівський район. — Чигиринський район/ ред. А. І. Кузьмінський [та ін.]. — К. : [б.в.], 1997. — 863 с.
- Книга Пам'яті України. Черкаська область [Текст] / ред. І. О. Герасимов [та ін.]. — К. : Книга Пам'яті України, 1995 . Т. 8 : Місто Черкаси. — Черкаський район/ ред. А. І. Кузьмінський [та ін.]. — [Б. м.]: [б.в.], 1998. — 960 с.
- Світло безсмертного подвигу [Текст]: підсумкове вид. / голова редкол. М. С. Овчаренко. — К. : Пошуково-видавниче агентство «Книга пам'яті України», 2005. — 614 с. — (Книга пам'яті України. Черкаська область ; т. 3) (Книга скорботи України ; т. 3).

### Чернівецька область
- Книга Пам'яті УкраЇни. Чернівецька область. т. 1 (Підготувала редакція Книги Пам'яті у складі І. Фостія, Н. Зайкіної, І. Мусієнко та ін.) Передмова. Вступна стаття. Автори вступної статті І. Мусієнко, І. Фостій. — Чернівці: Прут, 1994 . — ISBN 5-7707-7950-0. Кн. 1 : Вижницький район; Герцаївський район; Глибоцький район; Заставнівський район; Кельменецький район; Кіцманський район. — [Б. м.]: [б.в.], 1994. — 734с.
- Книга пам'яті України. Чернівецька область [Текст]. Т. 2. Новоселицький район, Путильський район, Сокирянський район, Сторожинецький район, Хотинський район, місто Чернівці / Наук. ред.:  І. П. Фостій (голов. ред.) та ін. — Чернівці: Прут, 1995. — 717 с.
- Книга Пам'яті УкраЇни. Чернівецька область [Текст] / голов. ред. І. О. Герасимов. — Чернівці: Прут, 1994 . — ISBN 5-7707-7950-0. Кн. 3 : Вижницький район; Герцаївський район; Глибоцький район; Заставнівський район; Кельменецький район; Кіцманський район; Новоселицький район; Путильський район; Сокирянський район; Сторожинецький район; Хотинський район; місто Чернівці / ред.  І. П. Фостій [та ін.]. — Чернівці: Чернівецьке обл. від-ня Пошуково- видавничого агентства «Книга Пам'яті України», 1999. — 527 с.

### Чернігівська область
- Книга Памяти Украины. Черниговская область [Текст] / ред. И. В. Герасимов [и др.]. — К. : Поисково-издательское агентство «Книга Памяти Украины», 1995. Т. 1 : <г. >Чернигов. Бахмачский район. Бобровицкий район. — [Б. м.]: [б.в.], 1995. — 1101 с.
- Книга Памяти Украины. Черниговская область [Текст] / ред. И. В. Герасимов [и др.]. — К. : Поисково-издательское агентство «Книга Памяти Украины», 1995 . Т. 2 : <Борзянский >район. Варвинский район. Городнянский район / ред. Н. А. Рудько [и др.]. — [Б. м.]: [б.в.], 1995. — 972 с.
- Книга Памяти Украины. Черниговская область [Текст] / ред. И. В. Герасимов [и др.]. — К. : Поисково-издательское агентство «Книга Памяти Украины», 1995 . Т. 3 : <Ичнянский >район, Козелецкий район. — [Б. м.]: [б.в.], 1996. — 1050 с.
- Книга Памяти Украины. Черниговская область [Текст] / ред. И. В. Герасимов [и др.]. — К. : Поисково-издательское агентство «Книга Памяти Украины», 1995 . Т. 4 : <Коропский >район, Корюковский район, Куликовский район. — [Б. м.]: [б.в.], 1996. — 861 с.
- Книга Памяти Украины. Черниговская область [Текст] / ред. И. В. Герасимов [и др.]. — К. : Поисково-издательское агентство «Книга Памяти Украины», 1995 . Т. 5 : <Менский >район, г. Нежин, Нежинский район. — [Б. м.]: [б.в.], 1996. — 930 с.
- Книга Памяти Украины. Черниговская область [Текст] / ред. И. В. Герасимов [и др.]. — К. : Поисково-издательское агентство «Книга Памяти Украины», 1995 . Т. 6 : <Новгород- >Северский район. — Носовский район/ ред. С. М. Вдовенко [и др.]. — [Б. м.]: [б.в.], 1997. — 760 с.
- Книга Памяти Украины. Черниговская область [Текст] / ред. И. В. Герасимов [и др.]. — К. : Поисково-издательское агентство «Книга Памяти Украины», 1995 . Т. 7 : г. Прилуки. Прилукский район. Репкинский район / науч. ред. И. М. Вей [и др.]. — К. : Поисково-издательское агентство «Книга памяти Украины», 2001. — 1231 с.
- Книга Памяти Украины. Черниговская область [Текст] / ред. И. В. Герасимов [и др.]. — К. : Поисково-издательское агентство «Книга Памяти Украины», 1995 . Т. 8 : <Семеновский >район. Сосницкий район. Сребнянский район. Талалаевский район. — [Б. м.]: [б.в.], 1997. — 980 с.
- Книга Памяти Украины. Черниговская область [Текст] / ред. И. В. Герасимов [и др.]. — К. : Поисково-издательское агентство «Книга Памяти Украины», 1995 . Т. 9 : Черниговский район. Щорский район. — [Б. м.]: [б.и.], 2002. — 1006 с.

### Київ
- Книга пам'яті України [Текст]. — К. : «Укр.енциклопедія» ім. М. П. Бажана, 1994 . Т. 1 : Київ. — [Б. м.]: [б.в.], 1994. — 776 с.
- Книга пам'яті України [Текст]. — К. : «Укр.енциклопедія» ім. М. П. Бажана, 1994 . Т. 3 : <Київ >Київ. — [Б. м.]: [б.в.], 1995. — 922 с.

### Севастополь
- Книга Памяти города-героя Севастополя [Текст]: в 4 т. — Симферополь: Таврида. Т.1. — 1994. — 750 с. — ISBN 5-7707-6219-5
- Книга Памяти города-героя Севастополя [Текст]: в 4 т. — Симферополь: Таврида. Т.2. — 1995. — 767 с. — ISBN 5-7707-6220-9
- Книга Памяти города-героя Севастополя [Текст]: в 4 т. — Симферополь: Таврида. Т.3. — 1995. — 767 с. — ISBN 5-7707-6220-9
- Книга Памяти города-героя Севастополя [Текст]: в 4 т. — Симферополь: Таврия. Т.4. — 1995. — 846 с. — ISBN 5-7707-3493-0
- Книга Памяти города-героя Севастополя [Текст]: [В 4 т.]. — Симферополь: Таврида. Т.5 (дополнительный). — 1995. — 975 с. — ISBN 5-7707-6227-6
- Книга Памяти города-героя Севастополя [Текст]: [в 4 т.]. — Симферополь: Бизнес-Информ. Т. 6 (дополнительный). — 2003. — 797 с. — ISBN 966-648-048-4
- Книга Памяти города-героя Севастополя [Текст]: [в 4 т.]. — Симферополь: Фирма Салта. Т. 7. — 2010. — 790 с. — ISBN 978-966-1623-22-3

## Узагальнюючі томи Книги Пам'яті України
- БЕЗСМЕРТЯ. Книга Пам'яті України. 1941—1945.– К.: Пошуково-видавниче агентство «Книга Пам'яті України», 2000. — 944 с.
- Полягли в снігах Суомі [Текст] / заг. наук. ред. Р. Г. Вишневський, А. П. Конашевич ; вступ П. П. Панченко. — К. : Пошуково-видавниче агентство «Книга Пам'яті України», 2005. — 982 с. — (Книга Пам'яті України про громадян, які загинули у воєнних конфліктах за рубежем ; т. 3).
- Загиблі на чужині [Текст]: книга пам'яті України про громадян, які загинули у воєнних конфліктах за рубежем / заг. наук. ред. П. П. Панченко. — К. : Пошуково-видавниче агентство «Книга пам'яті України», 2003. — 622 с.
- Епопея трагізму [Текст] / голова ред. кол. І. О. Герасимов. — К. : Пошуково-видавниче агентство «Книга Пам'яті України», 2006. — 880 с. — (Книга Пам'яті України, про громадян, які загинули у воєнних конфліктах за рубежем ; т. 4).

## Пошук інформації про полеглих у роки Другої світової війни: корисні Internet-ресурси
- Національний музей історії України у Другій світовій війні
- Українська Друга Світова 1939—1945
- [Архівовано 25 квітня 2016 у Wayback Machine.]  Товариство пошуку жертв війни ПАМ'ЯТЬ
- Электронная Книга Памяти Украины 1941—1945
- КНИГА ПАМЯТИ ШТАЛАГА 349 (Г. УМАНЬ). — УМАНЬ: ВПЦ «ВИЗАВИ», 2013 Г. — 313 С.
- ИМЕНА ИЗ СОЛДАТСКИХ МЕДАЛЬОНОВ
- «САКСОНСКИЕ МЕМОРИАЛЫ» БАЗА ВОЕННОПЛЕННЫХ
- [Архівовано 6 травня 2016 у Wayback Machine.] Центр документации истории сопротивления и репрессий в национал-социалистической Германии и в Советской зоне оккупации/ Германской Демократической Республике (Центр документации, ЦД) при Объединении Саксонские мемориалы, г. Дрезден, Германия
- Военные могилы иностранцев в Норвегии — сайт Центра Фалстад, проект «Военные могилы ищут имена»
- [Архівовано 5 червня 2016 у Wayback Machine.] MyHeritage
- [Архівовано 12 березня 2014 у Wayback Machine.] Архив войнов погибших, умерших от ран и без вести пропавших в годы Великой Отечественной войны(рос.) (Донецька, Дніпропетровська, Кіровоградська, Миколаївська, Одеська, Херсонська та (частково) Вінницька, Житомирська і Кримська області)
- [Архівовано 10 травня 2016 у Wayback Machine.] Обобщенный банк данных «Мемориал» (ОБД «Мемориал») Министерства обороны Российской Федерации
- [Архівовано 6 серпня 2014 у Wayback Machine.] Сводная база данных Межрегионального информационно-поискового центра (МИПЦ), Россия о воинах, погибших и пропавших без вести в годы Великой Отечественной войны
- [Архівовано 30 квітня 2016 у Wayback Machine.] Имена из солдатских медальонов
- [Архівовано 12 лютого 2012 у WebCite] Рабоче-Крестьянская Красная Армия (РККА)
- [Архівовано 4 травня 2016 у Wayback Machine.] Бессмертный полк
- [Архівовано 24 жовтня 2014 у Wayback Machine.] Центральный архив Минобороны России
- [Архівовано 22 квітня 2016 у Wayback Machine.] Российский государственный архив Военно-Морского Флота
- [Архівовано 26 березня 2016 у Wayback Machine.] Всероссийский информационно-поисковый центр (ВИПЦ) «Отечество»
- [Архівовано 12 лютого 2012 у Wayback Machine.] ЭЛЕКТРОННЫЙ БАНК ДОКУМЕНТОВ «ПОДВИГ НАРОДА В ВЕЛИКОЙ ОТЕЧЕСТВЕННОЙ ВОЙНЕ 1941—1945 ГГ.»
- [Архівовано 27 квітня 2021 у Wayback Machine.] Портал «Память народа» Министерства обороны Российской Федерации
- [Архівовано 11 грудня 2018 у Wayback Machine.] Солдат. Ру
- [Архівовано 9 травня 2016 у Wayback Machine.] Забытый полк
- [Архівовано 29 квітня 2016 у Wayback Machine.] База данных «Kremnik»
- [Архівовано 2 травня 2016 у Wayback Machine.] ПОМНИТЕ НАС!
- Сайт Пермского государственного архива новейшей истории
- [Архівовано 27 квітня 2016 у Wayback Machine.] ОБЩЕРОССИЙСКОЕ ДВИЖЕНИЕ «ПОИСКОВОЕ ДВИЖЕНИЕ РОССИИ»
- [Архівовано 16 травня 2016 у Wayback Machine.] Как установить судьбу военнослужащего, погибшего или без вести пропавшего во время Великой Отечественной войны